# Universidad de La Salle (Bogotá)
La Universidad de La Salle es una universidad privada cristiana fundada y regentada por la congregación de los Hermanos de las Escuelas Cristianas, cuya sede se encuentra en Bogotá, la capital de Colombia. Tiene cerca de 14.000 estudiantes repartidos en tres sedes principales.

## Composición

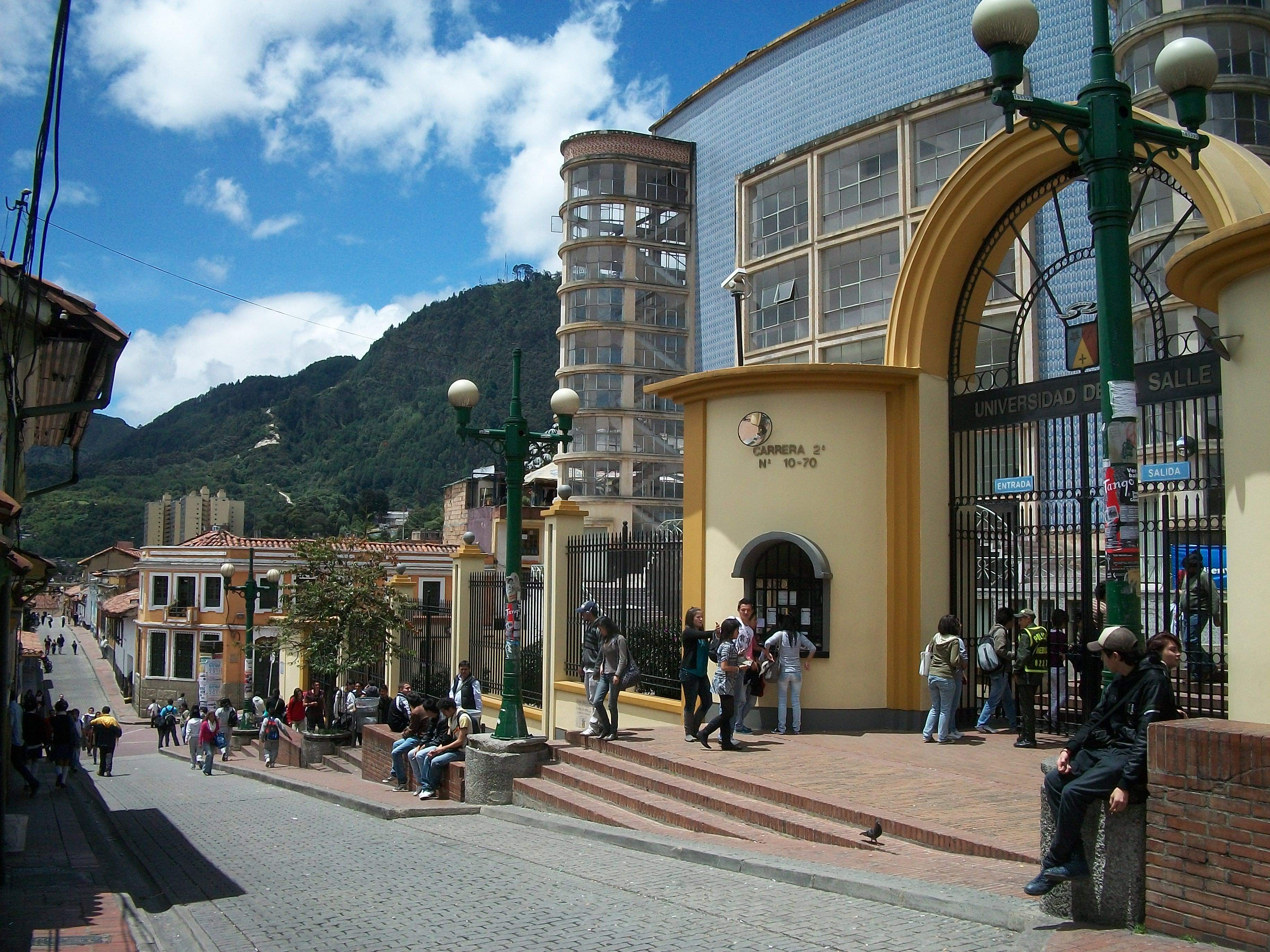
Universidad de la Salle sede en La Candelaria.

La Salle cuenta con ocho facultades que constituyen 23 programas académicos de pregrado, 16 programas de especialización y 5 maestrías y 2 doctorados. Cuenta con 14.490 estudiantes matriculados en programas de pregrado y 700 estudiantes en postgrado. 
Actualmente cuenta con una planta de 245 profesores de tiempo completo, 91 de medio tiempo y dos de tres cuartos de tiempo, de los que 209 tienen vinculación a término indefinido, 29 son doctores, 194 magisterio y 112 especialistas. A la fecha, la universidad cuenta con cerca de 40.000 egresados.

## Instalaciones

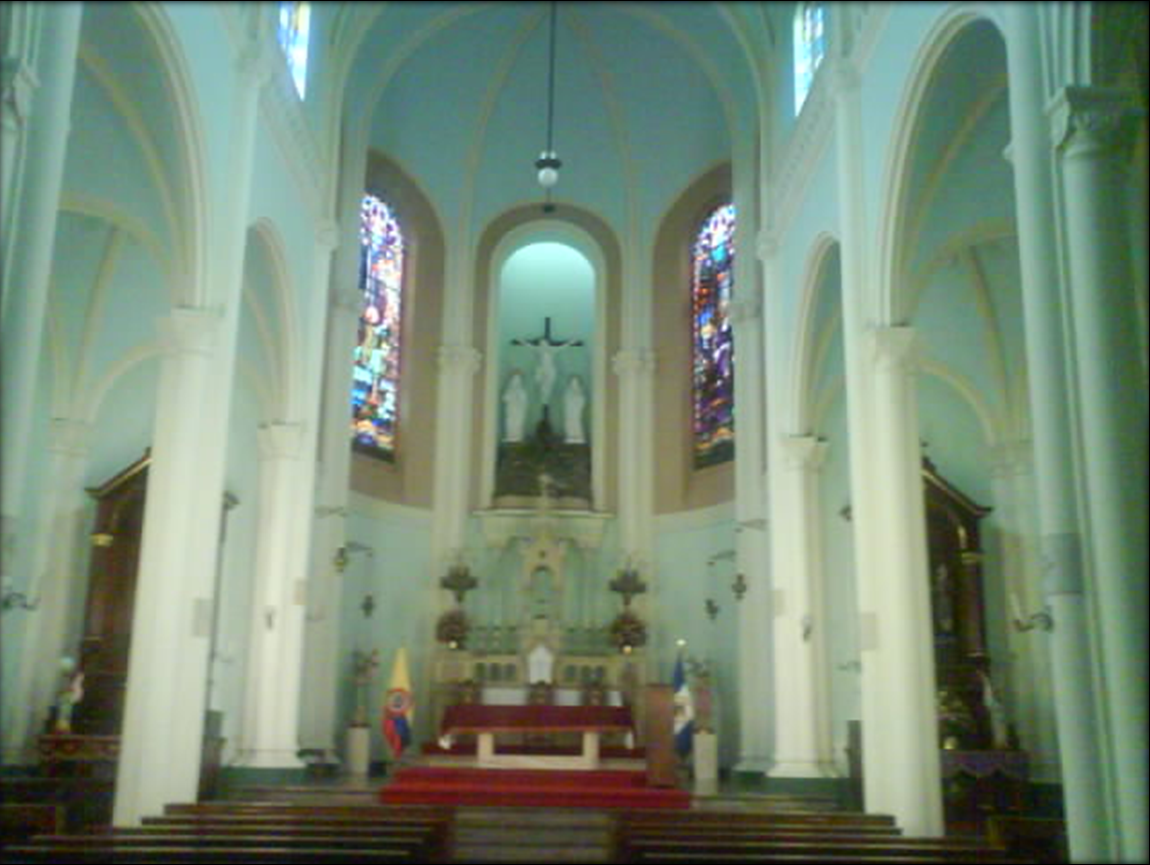
Altar de La capilla de la Santa Cruz

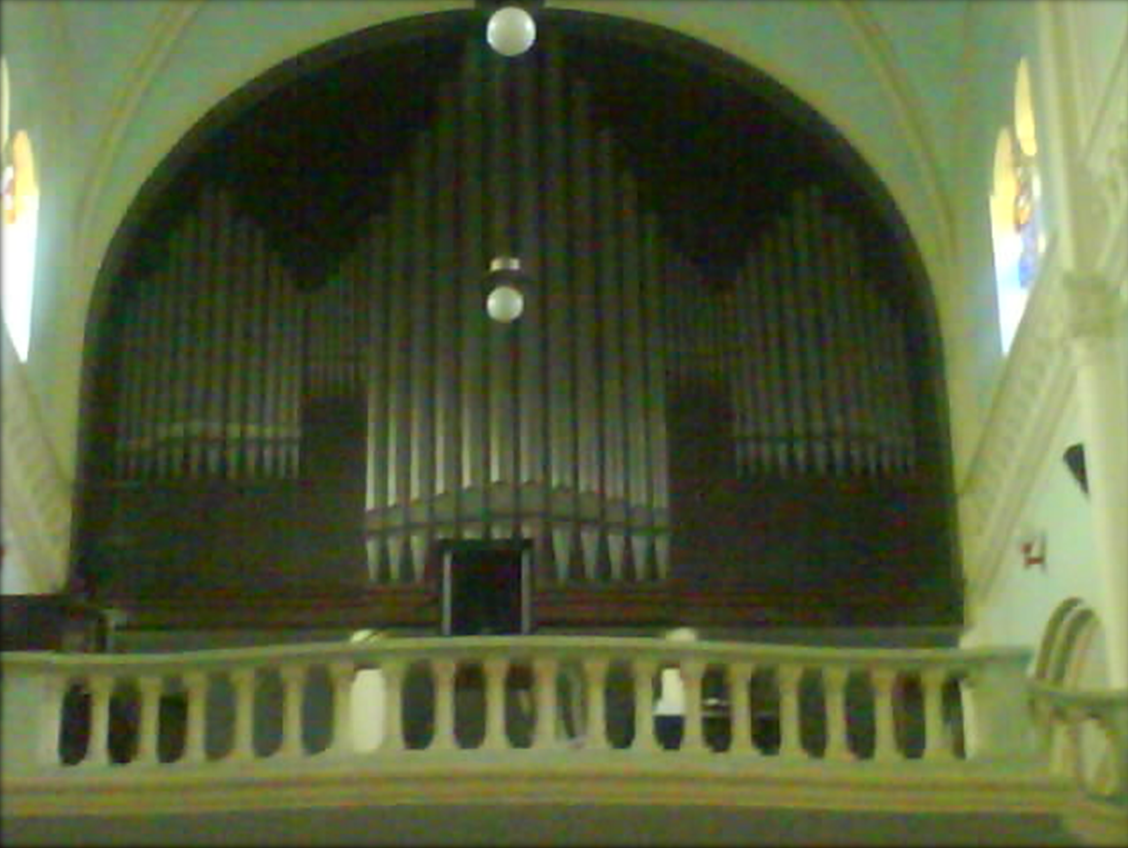
Órgano de la capilla de La Santa Cruz

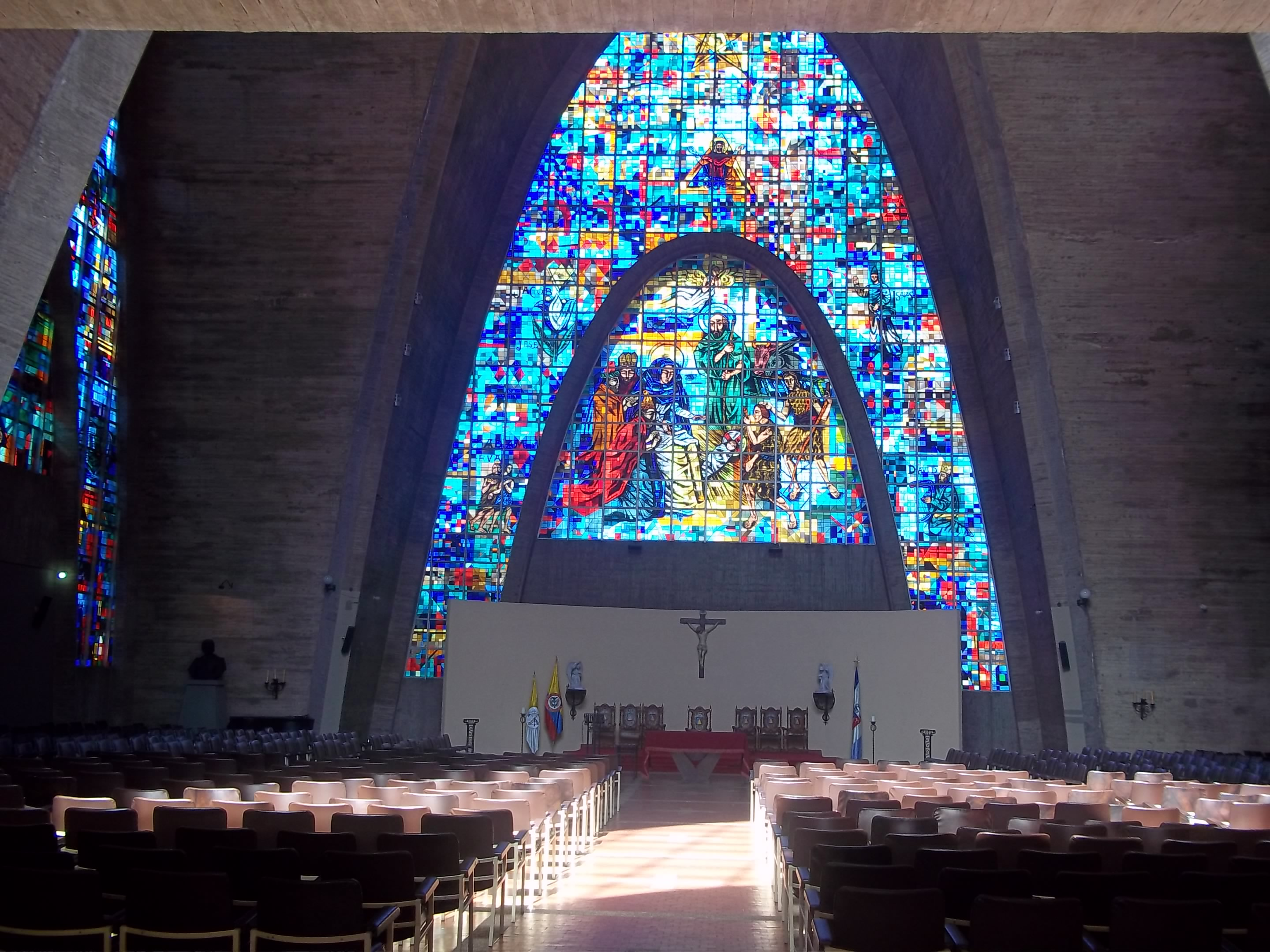
Vitral de la capilla de la estrella

La Universidad de La Salle cuenta con cinco sedes. Tres de ellas en la capital, una en Mosquera, Cundinamarca y una en Yopal, en Casanare. Esta última es la sede donde se desarrolla el proyecto Utopía que forma a jóvenes campesinos como ingenieros agrónomos y líderes sociales para la transformación del campo colombiano.  
Una de las sedes se encuentra ubicada en el centro histórico y cultural de Bogotá, La Candelaria.  Otra de las sedes se encuentra ubicada en la zona de Chapinero, una zona céntrica de fácil acceso a los lugares estratégicos de la ciudad.  Finalmente está la sede del Norte, un campus con zonas verdes y desarrollo formativo agropecuario.  

### Capillas
Como muestra de su afiliación católica, La Salle tiene una capilla en cada una de sus sedes. Dichas capillas  están a disposición del público en general, así como de los estudiantes de la Universidad forman parte de la historia de la Universidad.

### Capilla de la Santa Cruz
La capilla de la Santa cruz es la capilla de la sede de La Candelaria, fue construida en 1933 como parte del Instituto de la Salle. Durante los hechos ocurridos el 9 de abril de 1948, en el suceso conocido como Bogotazo, gran parte del Instituto fue destruido, sin embargo, la capilla quedó en pie y al convertirse estos terrenos en la moderna Universidad de la Salle, la capilla pasó a ser parte de ella. Dentro de la capilla, además de las figuras religiosas clásicas en una capilla, se pueden encontrar diversas muestras de la historia de los Hermanos de las escuelas cristianas desde su llegada a Colombia.
Una de las características más sobresalientes de esta capilla es un órgano en su interior el cual es usado en ocasiones especiales y es reconocido por ser uno de los tres órganos de la ciudad.

### Capilla de Nuestra señora de la Estrella
Esta capilla está ubicada en la sede de Chapinero. Recibe su nombre en honor a uno de los símbolos universales del lasallismo, la estrella de María. La capilla Nuestra Señora de la Estrella es uno de los símbolos más reconocidos de la Universidad en la ciudad debido a su particular forma de arco visible desde varias calles a la redonda.

### Ermita Nuestra Señora de la Alegría
Esta capilla se encuentra en la sede Yopal. Lleva este nombre en alusión al santuario de Notre Dame de Liesse, un importante centro de peregrinación francés en el que en el año 1864 san Juan Bautista de La Salle se consagró a Dios y a la misión educativa en compañía de un grupo de maestros. La ermita se encuentra a la entrada del campus y fue inaugurada en el 2017.

## La Salle en el mundo
En el mundo el Instituto de los Hermanos de las Escuelas Cristianas (o Hermanos de La Salle) están presentes en todas las modalidades educativas conocidas. Trabaja en más de ochenta países y dirige centros de educación primaria, secundaria y universitaria. 
En la actualidad el Instituto de los Hermanos de las Escuelas Cristianas ejerce presencia educativa en más de 80 países del mundo, en los que más de ocho mil Hermanos, secundados por un selecto grupo de profesores seglares, trabajan por la educación integral de centenares de miles de jóvenes. (África, 22; América, 22; Asia, 15; Europa, 18; y Australia/Oceanía, 3). 
Igualmente, la Universidad de La Salle está vinculada, con otras 84 Instituciones Lasallistas de Educación Superior en la Asociación Internacional de Universidades Lasallistas (AIUL), creada en 1998. 
En Colombia La Salle se divide en dos distritos, el de Bogotá y el de Medellín. En la capital tiene a su cargo obras como el Instituto San Bernardo y el Instituto Técnico Central.